# Georg Heinrich Thiessen
Georg Heinrich Thiessen (Eddelak, 19 gennaio 1914 – 3 luglio 1961) è stato un astronomo tedesco.
Studiò fisica e matematica presso l'Università di Gottinga con Richard Becker. Nel 1943 si aggregò al Fraunhofer Institute per lo studio delle alte frequenze (Reichstelle für Hochfrequenzforschung) a Friburgo in Brisgovia. Nel 1945 fu trasferito all’Osservatorio astronomico di Amburgo-Bergedorf dove dal 1946 al 1953 fu dapprima assistente e quindi osservatore. A partire dal 1953 studiò i campi magnetici solari sui quali scrisse numerosi articoli. Morì il 3 luglio 1961 a causa di un incidente stradale.
A Georg Heinrich Thiessen la UAI ha intitolato il cratere lunare Thiessen.